# Wapen van Gorredijk

Wapen van Gorredijk

Het wapen van Gorredijk is het dorpswapen van het Nederlandse dorp Gorredijk, in de Friese gemeente Opsterland. Omdat het een dorpswapen is, is het niet erkend door de Hoge Raad van Adel.

## Geschiedenis
Het wapen van Gorredijk werd voor het eerst al in de 18e eeuw gebruikt, dezelfde tijd dat het dorp Gorredijk de grootste bloei doormaakte. Vermoedelijk is het wapen afgeleid van een familiewapen, veel families in de regio van Gorredijk voeren een vergelijkbaar wapen, maar dan de eikels zonder bladeren aan de stelen. De familie Van Teyens voerde een wapen waarin beide elementen terugkomen, deze familie had ook bezittingen in Gorredijk. In het familiewapen hebben de eikels geen bladeren en de eikels waren in dat wapen van sinopel.

## Beschrijving
Hoewel het geen officieel blazoen betreft is er door de gemeente wel een beschrijving gemaakt:
Gedeeld: I in goud een uit de deellijn komende halve zwarte adelaar; II in zwart drie paalsgewijs geplaatste eikels met elk een rechtsschuin geplaatste steel en twee bladeren, alles van goud. Het schild gedekt met een gouden kroon van drie bladeren en twee parels.
De rechterhelft, voor de kijker links, van het schild is goudkleurig met daarop een halve adelaar. De linkerhelft, voor de kijker rechts, is zwart met daarop drie gouden schuin geplaatste eikels. Aan elk van de stelen twee blaadjes.
De kroon bestaat uit drie fleurons met daartussen twee parels. In de hoofdband zijn drie rode ruitvormige stenen en twee groene ovale stenen geplaatst.

## Symboliek
- Friese Adelaar: hiervan is de symboliek in dit wapen niet bekend, alleen de kleuren zijn met zekerheid te zeggen omdat die bij alle Friese adelaars vaststaan: een zwarte adelaar op een goud veld. De adelaar is een halve dubbelkoppige adelaar;
- Eikels: de eikels symboliseren het bezit van een bosgebied, de kleur hiervan is symbolisch: het zwart is het veen waar de bewoners goud geld aan hebben verdiend;
- Kroon: de kroon is een zogenaamde vleckekroon, een kroon specifiek voor een plaats die zich geen stad mag noemen maar wel een aantal kenmerken daarvan heeft.

## Zie ook

Vlag van Gorredijk